# Hamadryas iphthime
Espèce
Hamadryas iphthime est une  espèce de lépidoptères (papillons) de la famille des Nymphalidae et de la sous-famille des Biblidinae et du genre Hamadryas.

## Dénomination
Hamadryas iphthime a été décrit par Henry Walter Bates en 1864 sous le nom initial d' Ageronia iphthime.
Synonyme : Peridroma iphthime ; Godman & Salvin, [1883].

### Sous-espèces
- Hamadryas iphthime iphthime présent  au Costa Rica, en Colombie, en Bolivie et au Brésil.
- Hamadryas iphthime joannae Jenkins, 1983; présent au Mexique[1].

### Nom vernaculaire
Hamadryas  iphthime se nomme Brownish Cracker en anglais,.

## Description
Hamadryas iphthime est un papillon d'une envergure de 70 mm à 80 mm, à ailes antérieures à bord costal bossu et bord externe concave, au dessus marbré de marron, de bleu-gris et de blanc. Il présente une ligne submarginale d'ocelles, uniquement trois discrets à l'apex des ailes antérieures, mais bien visibles aux ailes postérieures car marron doublement cernés de bleu et de marron et centrés d'un point blanc.
Le revers est crème avec aux ailes antérieures une partie basale crème et le reste de couleur marron largement taché de crème. Les ailes postérieures sont crème avec une ligne submarginale de taches rondes blanches cernées de marron et une marge marron tachée de blanc.

## Biologie
Hamadryas iphthime vole toute l'année en zone tropicale en plusieurs générations, mais uniquement en août au Texas.

### Plantes hôtes
Les plantes hôtes de sa chenille sont des (Euphorbiaceae).

## Écologie et distribution
Hamadryas iphthime est présent au Costa Rica, en Colombie, en Bolivie, au Brésil. au Mexique et au Texas,.

### Biotope
Hamadryas iphthime réside dans les zones ouvertes de la forêt tropicale.

### Protection
Pas de statut de protection particulier.